# جان مک‌وی
جان مَک‌وی (به انگلیسی: John McVie) (زادهٔ ۲۶ نوامبر ۱۹۴۵) نوازندهٔ گیتار باس بریتانیایی است که بیشتر به‌عنوان یکی از اعضای فلیتوود مک شناخته شده‌است. مَک‌وی در سال ۱۹۶۷ و مدت کوتاهی پس از آن‌که پیتر گرین فلیتوود مَک را بنیان‌گذاشت جایگزین باسیست اولیهٔ گروه باب برانینگ شد. نام «فلیتوود مَک» با ترکیبی از فامیلی او و میک فلیتوود انتخاب شده‌است.
او در سال ۱۹۶۸ با خواننده و پیانیست سبک بلوز کریستین مک‌وی ازدواج کرد که ۲ سال بعد به اعضای فلیتوود مک پیوست. آن‌ها در سال ۱۹۷۷ از هم جدا شدند. آلبوم ۱۹۷۷ گروه با نام شایعه‌ها که هم از جنبهٔ هنری و هم از لحاظ فروش یکی از آثار موفق فلیتوود مک به‌شمار می‌آید نام‌اش را از اتفاق‌ها و چالش‌های عاطفی پیش‌آمده بین «مَک‌وی‌ها» و دیگر اعضای گروه گرفته‌است.